# Rozsnyó
Rozsnyó (szlovákul Rožňava, németül Rosenau, latinul Rosnavia) kisváros Szlovákiában, a Kassai kerület Rozsnyói járásának székhelye, a római katolikus Rozsnyói egyházmegye székhelye. Sajóháza tartozik hozzá.

## Fekvése
Kassától 55 km-re nyugatra, a Sajó partján, a Rozsnyói-medencében épült egy délről északra és egy keletről nyugatra tartó útvonal kereszteződésében (Felvidék).

## Nevének eredete
Neve a német Rosenauból származik, ami rózsaligetet jelent. Korábbi megnevezései: 1773 Rosnyó, Rossenau, Rossnawa, 1786 Rosenau, Rožnawa, Rosnavia, Rozsnyo-Bánya, Rózsabánya, 1808 Rosnavia, Rozsnobánya, Rosenau, Rožňawa, 1863–1877 Rosnyó, 1882–1913, 1938–1945 Rozsnyó, 1920 Rožňava, 1927–1938, 1945–1948 Rožňava, Rozsnyó, 1948– Rožňava.

## Története

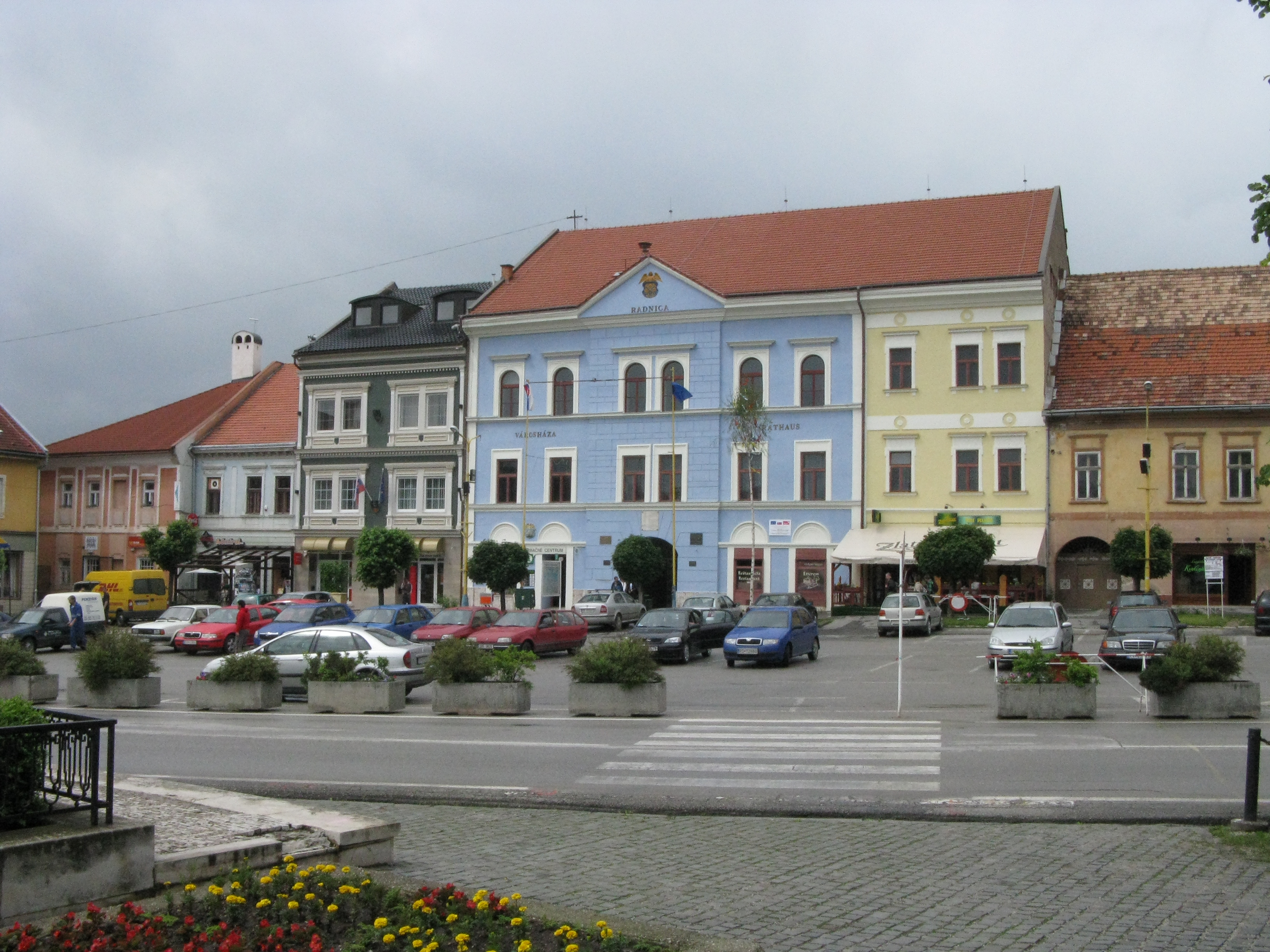
Városháza

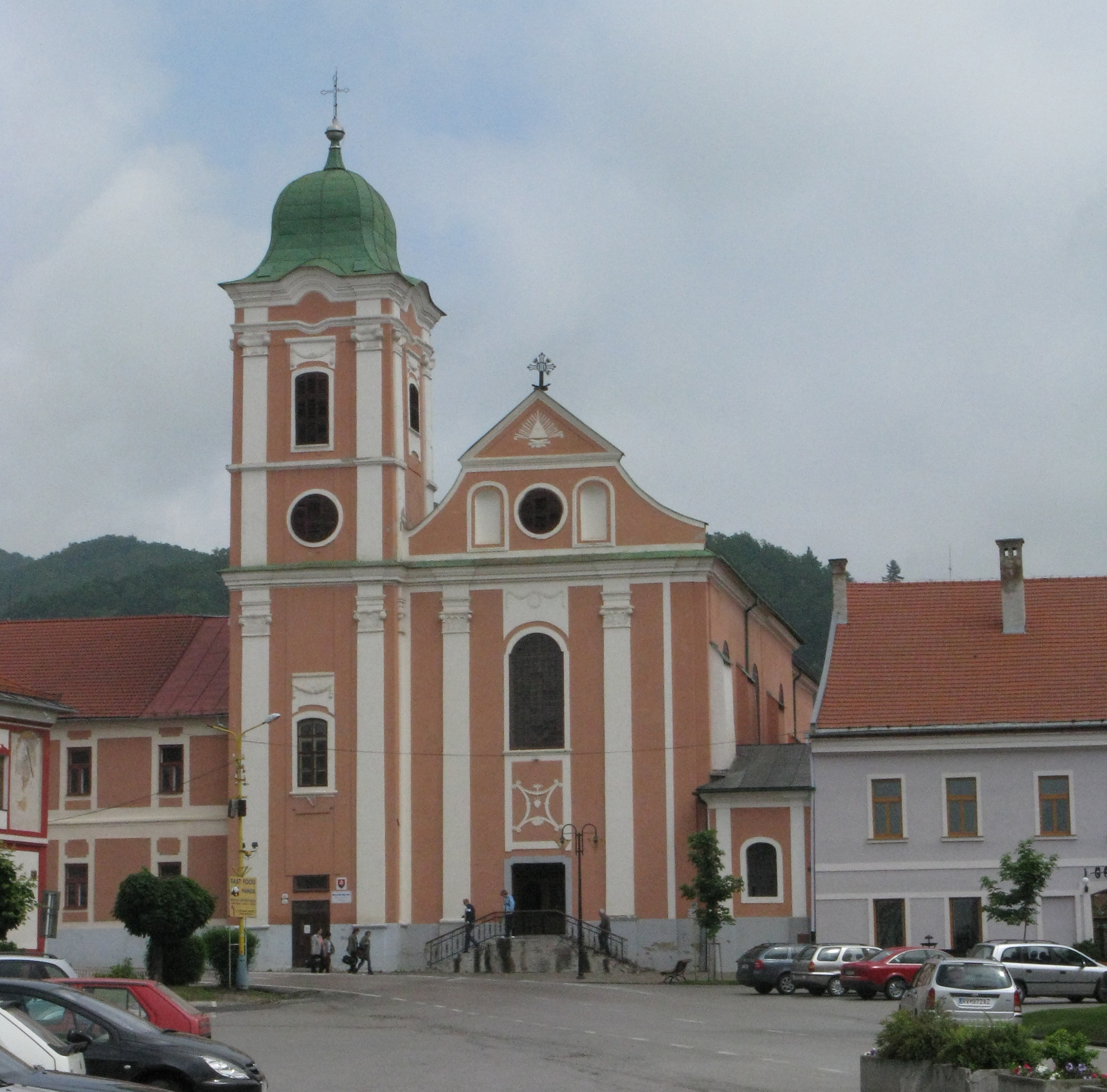
Ferences templom

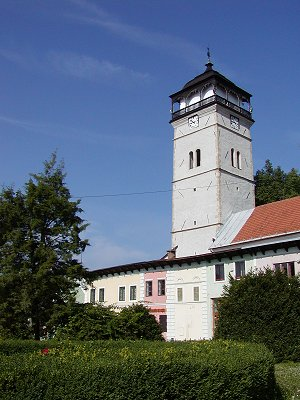
Tűztorony

Területe már az őskorban lakott hely volt, ahol megtalálták az újkőkorszak, a bronzkor és a vaskor emlékeit is.
A bányásztelepülést német telepesek alapították a 13. században. Először — „Rosnaubana” néven — III. Endre 1291. február 3-án kelt oklevele említi, amikor a király Ladomér esztergomi érseknek adományozta a várost. Az oklevélben a király az érsekre hagyta az addig általa élvezett és tételesen felsorolt jogokat, valamint engedélyezte, hogy az érsek különböző kiváltságokat adhasson Rozsnyó polgárainak. Ebből kiderül, hogy a lakosok fő foglalkozása az ezüstbányászat volt. Ezzel elkezdődött a település városiasodása (Felvidék). 1320-ban „Rosnobana”, 1323-ban „Rusnobana”, 1391-ben „Rosnowbanya”, 1525-ben „Rosnauia” alakban említik a korabeli források.
1320-ban Károly Róbert megerősítette az esztergomi érseket Rozsnyó birtokában. Egy 1323-as okmány már aranybányákat is említett, az eredeti adományt így az aranybányák hozamára is kiterjesztve. 1329. szeptember 29-én lakóit országszerte mentesítették a vámfizetés alól (Felvidék). Az érsekek felismerték a városiasodás előnyeit, és időről időre különféle kiváltságokat adtak ehhez, illetve megerősítették az előzőeket (Felvidék). 1340-ben nyilvánították várossá. Luxemburgi Zsigmond király 1410-ben, majd 1496-ban II. Ulászló is újból megerősíti a város szabadalmait.
Az 1440-es években a husziták foglalták el, és a mai temető helyén várat építettek. A várat 1452-ben Hunyadi János elfoglalta. 1454-től a Rozgonyiaké, akik helyre akarták állítani, de többé nem épült fel.
A 16. században a város protestáns hitre tért. A védművek nélküli várost a török többször rabolta ki és égette fel. 1566-ban, amikor a császáriak Krasznahorkáról elmenekültek, a törökök a közeli Rozsnyóval is éreztették haragjukat. 1584-ben ismét megrohanták a várost sok kárt okozva és a békés polgárokat háborgatva, az evangélikus lelkészt pedig a feleségével együtt magukkal hurcolták.
Ebben a vérzivataros században a felekezeti ellentérek dacára az érsekek csak minimális juttatásokat és illetékeket követeltek a várostól. A legmagasabb tétel az urbura volt, de amíg a többi bányaváros minden fém után fizetett urburát, Rozsnyó csak az ezüstért. Volt még a 70 aranyforintos földadó és az egyházi tized helyett egy paktumban meghatározott évi 30 arany. Az érsek és a város kapcsolata egészen Rozsnyó püspöki székhellyé nyilvánításáig feszült maradt (Felvidék).
1645-ben jezsuiták telepedtek itt meg. 1685. február 15-én itt szenvedett vereséget Thököly Imre Doria császári ezredestől.
II. Rákóczi Ferenc sokat tartózkodott itt, a szabadságharc alatt 1706-ban Rozsnyóról kormányozta a fennhatósága alatt lévő országrészeket, rezidenciája a Nehrer-házban volt. 1707. január 22-én itt döntöttek a Habsburgokat trónfosztó ónodi országgyűlés összehívásáról. 1710-ben a várost pestis, 1776-ban tűzvész pusztította. 1776-tól római katolikus püspöki székhely.
Vályi András 1799-es leírása szerint: „ROZSNYÓ. Rozsnyó Bánya Rosnavia, Rosenau, Rosznava. Jeles magyar püspöki, és kereskedő Város Gömör Várm. lakosai katolikusok, és evangelikusok, fekszik külömbféle hegyekkel távolról körűlvétetve, kies, és vídám helyen, Szomolnokhoz, ’s Tornallyához is 3. mértföldnyire. A’ körűlötte lévő nevezetesebb hegyei ezek: Ökörhegy, Rákos, Nyerges, Bányaoldal ’s a’ t. Az első mind magas vóltáért, mind pedig patakjáért is nevezetes; a’ Városnál kétfelé foly, és nehány malmokat forgat. Hajdan Kir. Bánya-Város vala; de már külömb féle hasznos bányái régen megapadván, leginkább vas bányákkal, hámorral, kapa verő vas műhelyekkel gazdag, mellyek itten nem igen súlyos fáradsággal, és jó móddal folytattatnak. Ékesítik e’ Várost a’ Városnak Szentegyháza, a’ Püspöki Kastély, a’ Sz. Ferentz Szerzeteseknek Klastromjok, a’ Káptalanbéli Uraknak, ’s némelly Lakosoknak újjabban épűltt házaik. Lakosai szorgalmatosak, mind a’ borral, mézzel, ’s egyebekkel való kereskedésben, mind a’ mesterségnek, mind pedig a’ gazdáskodásnak folytatásában. 1710-dikben, a’ hírtelen halál által megfogytak lakosai, de azután ismét megszaporodtak, és napról napra szebb virágzással gyarapodik; határja hegyes, és középszerű; héti, ’s más vásárjai nevezetesek; malmok helyben, más vagyonnyaik is jelesek vagynak.”
1828-ban 751 házában 6008 lakos élt. A vasipar a 19. században is az ország legjelentősebb iparvidékei közé emelte.
Fényes Elek 1851-ben ezt írja róla: „Rosnyó vagy Rosnyóbánya, (Rosenau, Roznava), csinos és élénk püspöki-város, Gömör és Kis-Honth vmegyékben, Pesthez 27, Kassához 8, Lőcséhez 6, mfdnyi távolságra, szép, egészséges rónaságon, mellyet távolról hegyek öveznek. A Wolowecz hegyről lezuhanó patak keleti részén folyik el a városnak, a Sajó ellenben nyugoti határát mossa. Házai inkább alacsonyak, de rendesek; négyszögü tágas piacza szép épületeket mutat, mellyek közt különösen a kanonokok házai tünnek ki. A négy szentegyházon kivül nevezetesebb épületek: a püspöki kastély, melly hajdan jesuiták háza volt; a kath. nevendék papság; az evang. gymnasium; a kőedény gyár épületei; a szent-ferencziek kolostora. Van itt rom. kath. gymnasium a praemonstratensiek felügyelete alatt; püspöki lyceum, nevendék-papház, ev-luth. gymnasium, nagy polg. kórház, postahivatal, papiros- és több liszt-malom, ásványos víz és fördő-intézet. Népessége 6110 lélekre megy, kik közt 2886 rom. kath., 3524 evang.-luth. Nyelvökre nézve a sokkal nagyobb rész magyar, a német már kevesebb, s még kevesebb a tót. A város önálló tanácsa ez előtt régi szokás szerint a magyar és német nemzetbeliekből, s a kath. és evang. hitsorsosuakból egy arányban választatott. Szántófölde, rétje a városnak kevés; a hegyek aljait gyönyörü veteményes és gyümölcsös kertek lepik el; a hegyekben pedig gazdag piskolcz-bányák léteznek; ugyanitt czinóber, kéneső, réz, barnakő is ásatik; sőt hajdan nevezetes arany-ezüst bányákkal dicsekedhetett. – Ezekből láthatni, hogy a lakosok nagyobb része kézmüvességből, s kereskedésből táplálkozik, s ezek szépen is virágoznak. A 6 százat felülhaladó kézmüvesek közt a timárok, vászonfehérítők és festők leginkább figyelmet érdemelnek, valamint a kő-edénygyár is becses és kapós iparczikkeket készit. Egész hazánkban egy város sem gyűjt annyi mézet, mint Rosnyó; bejárván ezért nagyobb részét országunknak; s innen a mézzel, viaszszal, viaszgyertyával, méhserrel való kereskedés valóban fontos. Ezen kivül kereskednek vassal, piskolczczal, borral, szalonnával, vászonnal és gyümölcscsel. Szombaton tartatni szokott heti-vásárai nagyok, s gabonára és sertésre nézve felette nevezetesek. A rosnyói romai kath. püspökség 1776-ban állittatott, s kiterjed egész Gömör, Torna megyékre, s Szepes, Nógrád, Abauj, Zólyom megyéknek némely részeire. Van benne két jövedelmes prépostság, 6 valóságos kanonokság, 5 fő-, 14 alesperestség, 97 plebánia, 4 szerzetes ház. Rosnyót 1291-ben III. András király Lodoméri esztergomi érseknek ajándékozta, s innen egész 1776-ig érsek-városi czímmel élt. – Zsigmond király 1418-ban nevezetes szabadságokkal ruházta fel, mellyeket Ulászló 1496-ban megerősítvén, többekkel tetézett. – A 15-dik században csehek tarták elfoglalva a várost; majd 1556-ban, 1573-ban, 1581-ben a törököktől, majd a belső zenebonáskodóktól, 1710-ben a döghaláltól, 1776-ban a tűztől sokat szenvedett.”
1876-tól rendezett tanácsú szabadalmas püspöki bányaváros.
Borovszky monográfiasorozatának Gömör-Kishont vármegyét tárgyaló része szerint (részletek): „Rozsnyó rendezett tanácsú szabadalmas püspöki bányaváros, a vármegye legrégibb és legtöbb viszontagságot ért, s úgy jelentőségére, mint nagyságára nézve második városa, a Sajóvölgy gyönyörű, hegyektől övezett lapályán, a csucsomi völgybe háromszög alakban ékelt, széles hátú dombon fekszik. Olyanforma fekvése van ennek az eredeti városnak, mint – a hogy Petőfi ittjártában jellemezte – a kis karimájú lágy posztókalap beütött tetejére dobott fényes krajczárnak. Északra a nagy kopasz Pozsálló vagy Ökörhegy meredeken támaszkodó lábánál, a kalvária hármas halmához, keletre pedig a Rákos enyhén lejtő nyúlványaihoz simul a város, melynek keleti részén, a csucsomi völgyből, sziklás medrében sebesen alácsobogó Drázus patak siklik keresztül, míg nyugaton, a város belterületi részén húzódó bástyaszerű terrasz alatt a Sajó kanyarog. Teljesen védve az északi szelektől, egészséges, kellemes és elragadóan szép helyen épült város, mely míg két oldalával – keletre és északra – hegynek és enyhe lejtőknek támaszkodik, addig délre a sziliczei és szalóczi mészkő-hegyekre szabadon nyíló szép kilátással, a Pelsőcz felé alávonuló és szűkülő Sajóvölgyre, nyugatra a sajómenti bársonyos rétekre és a korán lombba verődő Nyerges-re és a Bányaoldal-ra néz. Lakosainak száma az utóbbi években csökkent s a legutóbb 1900-ban megtartott népszámlálás alkalmával az összeírás 5,198 lelket talált. A lakosok magyarok, kevés bevándorlott tót családdal. Vallásfelekezet tekintetében a római katholikusok többsége és az ág. hitv. evangélikusok jelentékeny száma mellett, kevés református, de ezeknél több izraelita van. [...] A mi Rozsnyó általános jellemzését illeti, arról elmondhatjuk, hogy mint közművelődési pont, már a benne feltalálható nagy intelligencziánál fogva is, a vármegyében elsőrendű helyet foglal el. Püspöki város, két főgimnáziummal, két polgári leányiskolával, két elemi iskolával és kisdedóvóintézettel, két árvaházzal, mesterinas iskolával, közművelődési, jótékonysági, társalgási és önképző egyesületekkel, tanári körrel, két ujsággal és egy szaklappal, királyi és közigazgatási hatóságokkal, bányabiztossággal, pénzintézetekkel és segítő egyesületekkel bíró város, mely falai között az egyház és iskola sok jelesét, a társadalom és hatóságok számos vezető férfiát bírja. [...]”
A trianoni diktátumig Gömör-Kishont vármegye Rozsnyói járásának székhelye volt. 1919. június 10-én a magyar Tanácsköztársaság hadserege átmenetileg visszafoglalta Csehszlovákiától. 1938 és 1945 között az első bécsi döntés értelmében újra Magyarországhoz tartozott. A területet átvevő magyar hadsereg ünnepélyes fogadtatásának előkészületei 1938. november 7-én, a város nemzetiszínű zászló- és virágdíszbe öltöztetésével, valamint a diadalkapu ácsolásával kezdődtek. A csehszlovák csendőrség november 8-án, a délelőtti órákban hagyta el laktanyáját, s vonult ki a városból. Az első világháború utáni években eltávolított Kossuth-szobor talapzatára helyezett Milan Rastislav Štefánik szobrot a szlovák hatóságok teherautóra rakták és elszállították; a laktanyát, a közhivatalokat kiürítették, a vasúti kocsikat, mozdonyokat elvitték. A miskolci 7. dandár parancsnoka, Littay-Lichtenecker András altábornagy 1938. november 8-án, délután fél kettőkor vonult be katonaságával a városba. A főtéren megtartott bevonulási ünnepségen 6-8000 fős tömeg ünnepelt késő estig. A talapzatára visszaállított Kossuth-szobrot 1939 nyarán avatták fel.
1960-ban közigazgatásilag Rozsnyóhoz csatolták Sajóházát. 1960–1990 között hozzá tartozott Csucsom, továbbá 1976–1990 között Berzéte, Berzétekőrös és Jólész.

## Népessége
| Év:            | 1994.  | 2004.   | 2014.   | 2024.    |
| -------------- | ------ | ------- | ------- | -------- |
| Emberek száma: | 19 602 | 19 226  | 19 450  | 16 857   |
| Eltérés:       |        | -1,91 % | +1,16 % | -13,33 % |

| Év:            | 2023.  | 2024.   |
| -------------- | ------ | ------- |
| Emberek száma: | 16 932 | 16 857  |
| Eltérés:       |        | -0,44 % |

1880-ban Rozsnyó 4737 lakosából 3884 magyar és 400 szlovák anyanyelvű volt. Sajóházát ugyanakkor 489-en lakták, ebből 373 magyar és 69 szlovák anyanyelvű.
1890-ben Rozsnyót 4812-en lakták: 4143 magyar és 340 szlovák anyanyelvű. Sajóháza 430 lakosából 342 magyar és 75 szlovák anyanyelvű volt.
1900-ban Rozsnyó 5198 lakosából 4768 magyar és 233 szlovák anyanyelvű volt. Sajóházát 550-en lakták, ebből 355 magyar és 136 szlovák anyanyelvű.
1910-ben Rozsnyót 6565-en lakták, ebből 5886 magyar, 406 szlovák és 159 német anyanyelvű. Sajóháza 554 lakosából 348 magyar és 164 szlovák anyanyelvű volt.
1921-ben Rozsnyó 6319 lakosából 4896 magyar és 1021 csehszlovák. Sajóháza 618 lakosából 460 magyar és 142 csehszlovák.
1930-ban Rozsnyó 6668 lakosából 5 ruszin, 170 német, 256 zsidó, 3211 magyar, 2506 csehszlovák, 191 egyéb nemzetiségű és 329 állampolgárság nélküli volt. Ebből 4339 római katolikus, 1228 evangélikus, 513 református, 425 izraelita, 49 görög katolikus és 114 egyéb vallású volt.. Sajóháza 745 lakosából 261 magyar és 424 csehszlovák volt.
1941-ben Rozsnyót 6832-en lakták: 6448 magyar és 306 szlovák. Sajóházát ugyanekkor 844-en lakták: 769 magyar és 69 szlovák.
1970-ben Rozsnyó 11805 lakosából 3972 magyar és 7714 szlovák.
1980-ban Rozsnyó 18039 lakosából 6305 magyar és 11480 szlovák.
1991-ben Rozsnyót 18 647-en lakták, ebből 5826 magyar és 12 271 szlovák.
2001-ben 19 261 lakosából szlovák 70,1% (13 343), magyar 26,8% (5162), cigány 1,6%, cseh 0,7% volt.
2011-ben 19 706 lakosából 11 816 szlovák és 3909 magyar.
2021-ben 17569 lakosából 12362 szlovák, 3298 magyar (18,7%), 167 cigány, 63 cseh, 23 rutén, 22 ukrán, 12 német, 11 kínai, 10 vietnami, 7 orosz, 5 lengyel, 5 török, 3 morva, 3 zsidó, 3 angol, 2 szerb, 2 bolgár, 2 román, 2 olasz, 1 albán, 1 osztrák, 30 egyéb, 1535 ismeretlen nemzetiségű.

## Gazdaság
A helyi ércbányászat a távoli múltban gyökerezik. Hegyeiben vasat, aranyat és más érceket bányásztak, vasbányája ma már nem működik.

## Kultúra
- A Búzavirág Néptáncegyüttest 1980-ban alapították.[12]
- Sexit együttes. 1992-ben Balázs Fecóval közösen adták ki a Gyertyák a téren című lemezt.[13]

### Vallási élet
A város a római katolikus Rozsnyói egyházmegye székhelye. Megyés püspöke, Vladimír Filo 2009 januárjában került beiktatásra.
- Rozsnyón tartott szentmisét 2003 szeptemberében több mint százezer ember előtt szlovákiai látogatásán II. János Pál pápa. Magyarul is megszólalt, beszédének elejét a helyi magyar közösséghez intézte, amely – mint mondta – „oly nagy számban él e területeken és integráns részét képezi ennek az egyházmegyének”. A mise végén, az abortusz elleni kampányban részt vevő várhosszúréti magyar sziámi ikrek személyesen adhatták át a pápának ajándékaikat. A pápa megáldotta az épülő templomok alapkövét, köztük a restei templomét, illetve a rozsnyói katolikus alapiskola emléktábláját is.

## Nevezetességei
- A Diák-templomot 1650-ben Lippay György érsek építtette barokk stílusban, tűztornya a toronyórával a város szimbóluma lett. Azért Diák-templom a neve, mert a templomot a 19. század elején a gimnáziumot is fenntartó premontreiek kapták meg.
- A Szűz Mária Mennybevétele tiszteletére szentelt székesegyház a 14. század elején épült gótikus stílusban. Többször átépítették. Egyik oltárképe 1511-ből való.
- A püspöki palota eredetileg a jezsuiták székházának épült, mai copf formáját 1777-ben, átépítésekor kapta. A rozsnyói püspökséget 1776-ban alapította Mária Terézia.
- A ferencesek temploma és kolostora 1733-ban épült barokk stílusban.
- Evangélikus temploma 1784 és 1786 között épült torony nélkül.
- A városháza 1810-ben épített empire stílusú épület.
- Reneszánsz stílusban épített, 38 méter magas őrtornya a 17. század közepéről származik. Miután 1766-ban tűzvész pusztította, tetőrészét barokk stílusban újjáépítették.
- Közelében van a Magdolna-forrás, melynek középkori kápolnája búcsújáróhely.
- A városnak bányamúzeuma is van.
- Négyzet alakú főtere a legnagyobb középkori tér Szlovákiában.
- Dobsinszky Pál emléktábla a róla elnevezett könyvtár homlokzatán. Egy másik Dobsinszky-emléktábla az egykori nyomda épületén található a főtéren. Itt nyomtatták ki az író szlovák népmesegyűjteményét 1858-ban. Mindkét emléktáblát 2008 októberében avatták fel.[14]
- Andrássy Franciska grófné (1838–1902), az özvegyek, árvák jóságos szívű támogatójának szobra a főtéren. A szobrot 1905. október 29-én avatták fel. 1973-ban helyére egy partizánemlékművet helyeztek. A szobrot 1993-ban állították vissza eredeti helyére.[15]
- Pavol Jozef Šafárik mellszobra. Štefan Michalko szobrászművész alkotását 2008 októberében avatták fel.
- Tököly Gábor 2003-ban megjelent Rozsnyó könyve című válogatáskötete 44 szerző a városhoz kötődő 58 irodalmi szemelvényét tartalmazza.
- Vásárát szeptemberben rendezik meg.
- Közelében található az 1293 méter magas Pozsálló hegycsúcs, amely a Rozsnyói-hegység része, legkönnyebben a szomszédos Csucsom településről érhető el.

## Híres rozsnyóiak

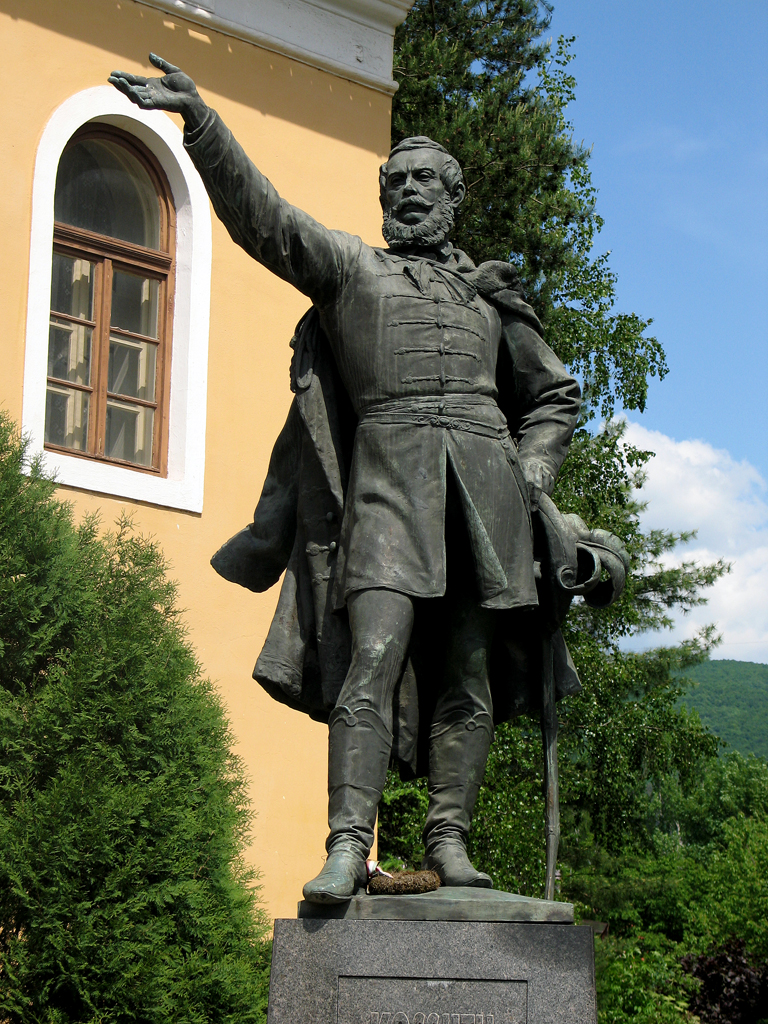
Kossuth Lajos szobra

- Itt született 1770. június 29-én Magda Pál író.
- Zabka Márton (1785–1864) rozsnyói kanonok itt született, közel negyedszázadig itt élt, majd itt is hunyt el.
- Itt született 1796. november 5-én Hollók Imre történész, író.
- Itt hunyt el 1816. január 28-án Császár Endre jogtudós, író.
- Itt halt meg 1816-ban Cházár András, a váci siketnéma intézet alapításának kezdeményezője.
- Itt született 1823. március 11-én Pákh Albert író.
- Itt született 1829. május 6-án Máltás Hugó építész.
- itt született és élt (1875. augusztus 2.-1943. január 6.) dr. Pósch József, 1908-1923-ig Rozsnyó polgármestere, "A Rozsnyói Társalgási Egylet százéves története 1831-1931" című mű írója.
- itt született 1878. november 29-én Pósch Gyula ügyvéd, bankár, a Pesti Hazai Első Takarékpénztár igazgatója, a Magyar Nemzeti Bank elnöke 1943-1944.[16]
- Itt született 1878-ban Czabán Samu néptanító.
- Itt született 1879-ben Tichy Gyula és 1888-ban Tichy Kálmán festőtestvérpár.
- Itt született 1932-ben Stollmann András zoológus, ornitológus.
- Itt született 1947-ben Vladimir Oravsky svéd író és rendező.
- Itt született 1948-ban és élt 1971-ig Sunyovszky Szilvia színésznő.
- Itt született 1952-ben Tököly Gábor régész, a gömöri műemlékvédelem kiemelkedő egyénisége.[17]
- Itt született 1956-ban Szentpétery Ádám  Munkácsy-díjas festőművész.
- Itt tanult Gallus Péter (1868-1927) plébános, mánta költő.
- Itt tanult Ján Vencko (1869-1957) plébános, történész, amatőr régész.
- Itt tanult, élt és dolgozott Arany Adalbert László (1909–1967) nyelvész, múzeumigazgató.
- Itt hunyt el 1925-ben Terray Gyula evangélikus főesperes, lelkész.

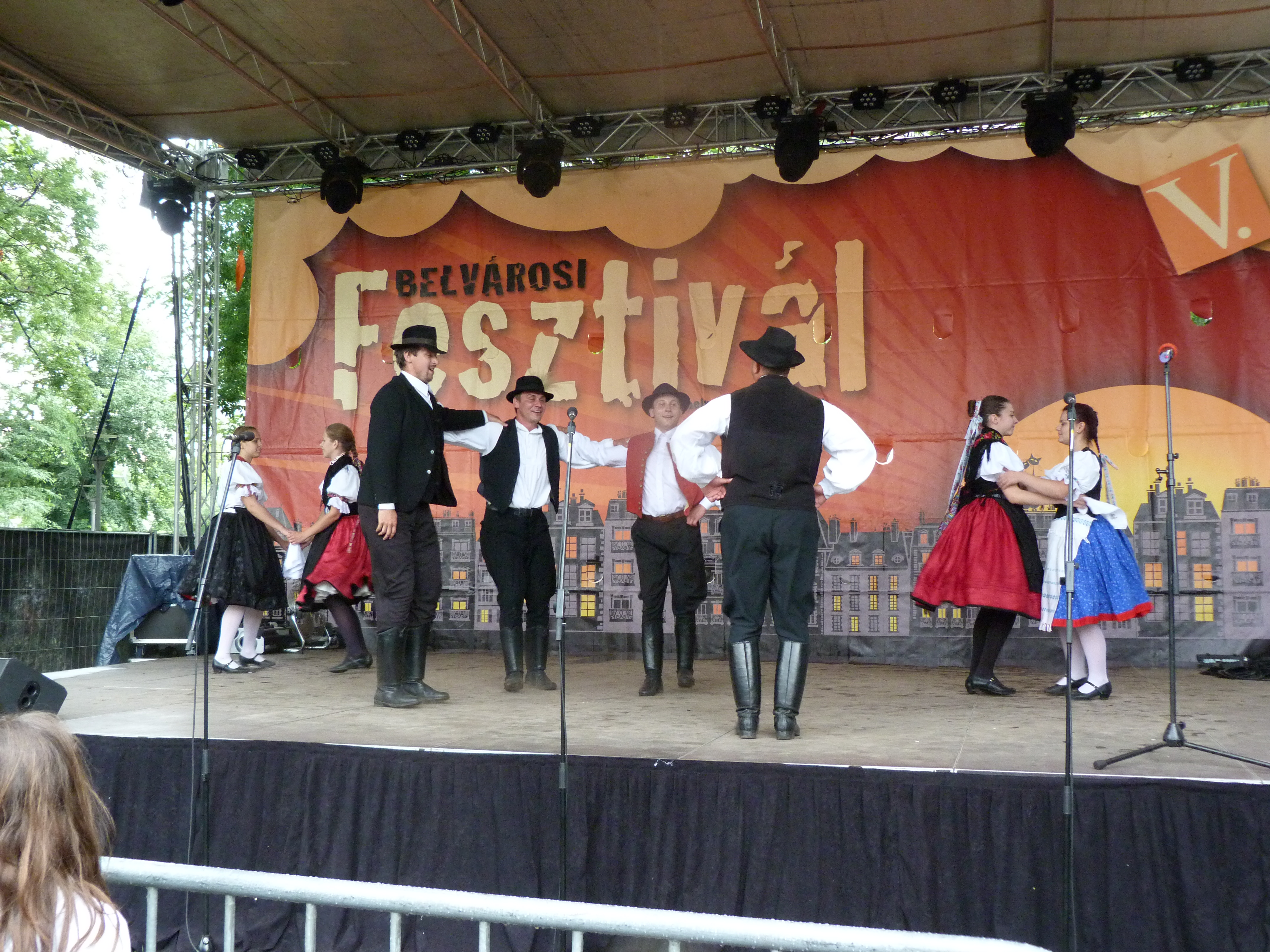
Búzavirág Néptáncegyüttes – 2013

## Testvértelepülései
- Szerencs, Magyarország (1991. december 18. óta)
- Budapest V. kerülete, Magyarország (1997. március 27. óta)
- Glarus, Svájc (1998. május 22. óta)
- Český Těšín, Csehország (2001. február 2. óta)
- Cieszyn, Lengyelország (2001. június 7. óta)
- Topolya, Szerbia (2006. február 3. óta)